# ویکتوریا آراکلووا
ویکتوریا آلکساندری آراکلوا (ارمنی: Վիկտորյա Ալեքսանդրի Առաքելովա؛  ۱۶ دسامبر ۱۹۶۸) استاد، نویسنده و فارسی‌پژوه اهل ارمنستان است.

## زندگی
وی در ۱۹۶۸ در گنجه به دنیا آمد وی پس از اتمام دورهٔ دبیرستان وارد دانشگاه زبان‌های بیگانهٔ کیسلوودسک در روسیه شد و تحصیلات خود را در رشتهٔ زبان و ادبیات انگلیسی تا پایان دورهٔ کارشناسی ارشد (۱۹۹۰) پی گرفت. سپس به ارمنستان رفت و از کرسی ایران‌شناسی دانشگاه دولتی ایروان (۱۹۹۸) نیز موفق به دریافت دانشنامهٔ کارشناسی ارشد در رشتهٔ ایران‌شناسی شد. ویکتوریا استادیار دانشکدهٔ خاورشناسی و معاون بنیاد ایران‌شناسی در قفقاز است. 

## آثار
از آثارش: اصول تشیع؛ متون دینی یزیدیان 
- Հայաստանի փոքրամասնությունները, Գառնիկ Ասատրյան, Վիկտորիա Առաքելովա
- “The Yezidi Pantheon” (۲۰۰۱)

## یادداشت
1. ↑  ՊատմականԳիտությունների թեկնածու
2. ↑  Pyatigorsk State Linguistic University